# Marlena Zimna
Marlena Zimna (ur. 28 października 1969 w Koszalinie, zm. 19 marca 2016 tamże) – tłumaczka literatury rosyjskiej, felietonistka, autorka książek o twórczości W. Wysokiego. Założycielka Muzeum Włodzimierza Wysockiego i organizatorka festiwalu Filmów Dokumentalnych o Włodzimierzu Wysockim.

## Życiorys
Ukończyła  I LO im. Stanisława Dubois w Koszalinie. Studiowała filologię na Uniwersytecie im. Łomonosowa w Moskwie. Tam też obroniła doktorat, pisząc pracę poświęcona Wysockiemu. Była członkiem Związku Literatów Polskich. Pochowana na Cmentarzu Komunalnym w Koszalinie.

## Muzeum i Festiwal
Muzeum utworzone w prywatnym mieszkaniu rozpoczęło działalność 29 maja 1994 roku. Była to rocznica ostatniego występu Wysockiego w Polsce, który odbył się 29 maja 1980 roku.
Pierwszy Festiwal Filmów Dokumentalnych o Włodzimierzu Wysockim odbył się w 2002 roku. Marlena Zimna organizowała w kolejnych latach 13 Międzynarodowych Festiwali Filmów Dokumentalnych o Włodzimierzu Wysockim „Pasje według św. Włodzimierza.
W 2016 roku zamiast festiwalu odbyły się Dni Pamięci Marleny Zimnej i Włodzimierza Wysockiego. Koordynatorką tego wydarzenia była Swietłana Bil. W  październiku 2018 roku Stowarzyszenie „Nasz Wysocki” im. Marleny Zimnej zorganizowało koszalińskie spotkania z Wysockim „Rok Wysockiego na świecie. 80. Rocznica Urodzin Poety”.

## Nagrody
- 2010 - Nagroda Prezydenta m. Koszalina za działalność w dziedzinie tworzenia, upowszechniania i ochrony kultury[7]

## Publikacje
- 2004 Wysocki - dwie lub trzy rzeczy, które o nim wiem